# Guvernul Gherasim Rudi
Guvernul Gherasim Rudi este un cabinet de miniștri care a guvernat RSS Moldovenească în perioada 5 ianuarie 1946 - 23 ianuarie 1958.

## Componența cabinetului
- Președintele Sovietului de Miniștri

Gherasim Rudi (5 ianuarie 1946 - 23 ianuarie 1958)
- Vicepreședinte

Alexandru Diordiță (1955-1958)
- Ministrul afacerilor externe

Gherasim Rudi (5 ianuarie 1946 - 23 ianuarie 1958)
- Ministrul afacerilor interne

General-locotenent Feodor Tutușkin (1946-1951)
General-maior Petru Kulik (1951-1953)
General-maior Iosif Mordoveț (1953-1954)
General-maior Petru Kulik (1954-1956)
Colonel Moisei Romanov (1956-1958)
- Ministrul securității naționale (președinte al Comitetului pentru Securitatea Statului)

General Iosif Mordoveț (1946-1955)
Colonel Andrei Procopenko (1955-1958)
- Ministrul economiei (președinte al Consiliului economiei naționale)

Gheorghe Antoseac (1958-1963)
- Ministrul industriei locale

Ion Codiță (1950-1951)
- Ministrul asistenței sociale

Gheorghe F. Chiriac (1952-1958)
- Ministrul învățământului

Alexandru Diordiță (iulie 1946-1955)
- Ministrul învățământului

Artiom Lazarev (1947-1951)
Evgheni Postovoi (1955-1958)
- Ministrul culturii

Artiom Lazarev (1953-1958)